# Micromus remiformis
Micromus remiformis is een insect uit de familie van de bruine gaasvliegen (Hemerobiidae), die tot de orde netvleugeligen (Neuroptera) behoort. 
Micromus remiformis is voor het eerst wetenschappelijk beschreven door Oswald in 1987.